# (2838) Takase
(2838) Takase (1971 UM1; 1953 TQ2; 1978 RT1) ist ein ungefähr vier Kilometer großer Asteroid des inneren Hauptgürtels, der am 26. Oktober 1971 vom tschechischen (damals: Tschechoslowakei) Astronomen Luboš Kohoutek an der Hamburger Sternwarte in Hamburg-Bergedorf (IAU-Code 029) entdeckt wurde.

## Benennung
(2838) Takase wurde nach dem japanischen Astronomen Bunshiro Takase (* 1924) benannt, der am Tokyo Astronomical Observatory und dem Department of Astronomy of Tokyo University tätig war. Mit dem Baubeginn des 105-cm-Schmidt-Teleskops am Kiso-Observatorium, nach dem der Asteroid (2271) Kiso benannt wurde, kehrte er an das Tokyo Astronomical Observatory zurück und war von 1974 bis 1984 dessen erster Direktor. Anfang der 1950er-Jahre arbeitete Takase mit dem japanischen Astronomen Hideo Hirose, nach dem der Asteroid (1612) Hirose benannt wurde, an der Berechnung von Ephemeriden von Kleinplaneten für das Minor Planet Center. Die Benennung wurde vom japanischen Astronomen Yoshihide Kozai vorgeschlagen.